# Pavel Vernikov
Pavel Vernikov (en russe : Павел Верников) est un violoniste ukrainien, membre de l'Université de Vienne et lauréat du Concours international de Munich.

## Biographie
Pavel Vernikov naît à Odessa. Il y est diplômé de l'École de musique Stolyarsky où il étudie avec les frères Mordkovich dans le cadre d'un mentorat de David Oistrakh et S. Snitkowsky au Conservatoire Tchaïkovski de Moscou. 
Il participe ensuite à divers concours de violon : à Munich et Florence et, depuis lors, apparaît dans le monde entier, notamment aux Carnegie Hall et au Kennedy Center de New York, au Wigmore Hall de Londres.
Il est partenaire avec des violonistes et des pianistes tels que Sviatoslav Richter, James Galway, Maria Tipo, Oleg Kagan, Julian Rachlin, Janine Jansen, Andres Mustonen, Frans Helmerson, etc.
Au cours de sa carrière, il sert en tant que directeur artistique à divers festivals de musique de chambre comme celui d'Eilat, en Israël, Dubrovnik, en Croatie et Gubbio, en Italie. 
Actuellement[Depuis quand ?], il enseigne le violon à l'École de musique de la Reine-Sophie à Madrid, mais également aux classes d'été du « Keshet Eilon » en Israël, à l'Académie Kronberg en Allemagne et d'autres[réf. souhaitée].
Il est nommé professeur au Conservatoire national supérieur de musique et de danse de Lyon, et enseigne au Conservatoire de Vienne et à l'Université de Lausanne[Depuis quand ?]. Il a été premier violon de l'Orchestre de chambre d'Europe et vainqueur de nombreux prix de divers concours de violon[Lesquels ?].
Pavel Vernikov joue habituellement un Guadagnini de Plaisance, mais le 8 décembre 2016, son instrument est volé, alors qu'il venait de descendre d'un train à Genève.